# Philometra katsuwoni
Philometra katsuwoni is een rondwormensoort uit de familie van de Philometridae. De wetenschappelijke naam van de soort is voor het eerst geldig gepubliceerd in 1986 door Petter & Baudin-Laurencin.